# Pico Elena

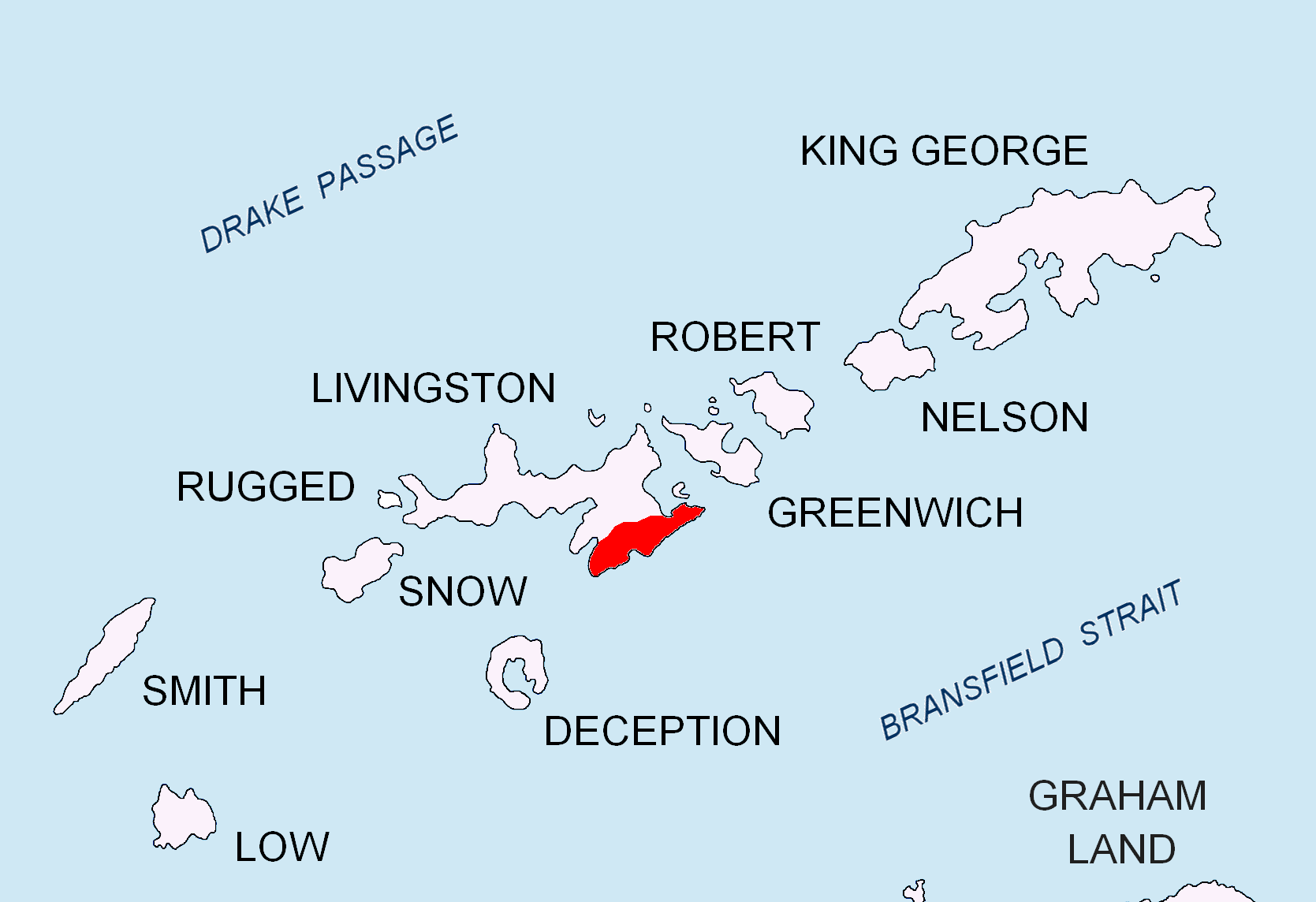
Localização das montanhas Tangra na ilha de Livinston, nas ilhas Chetland do Sul.

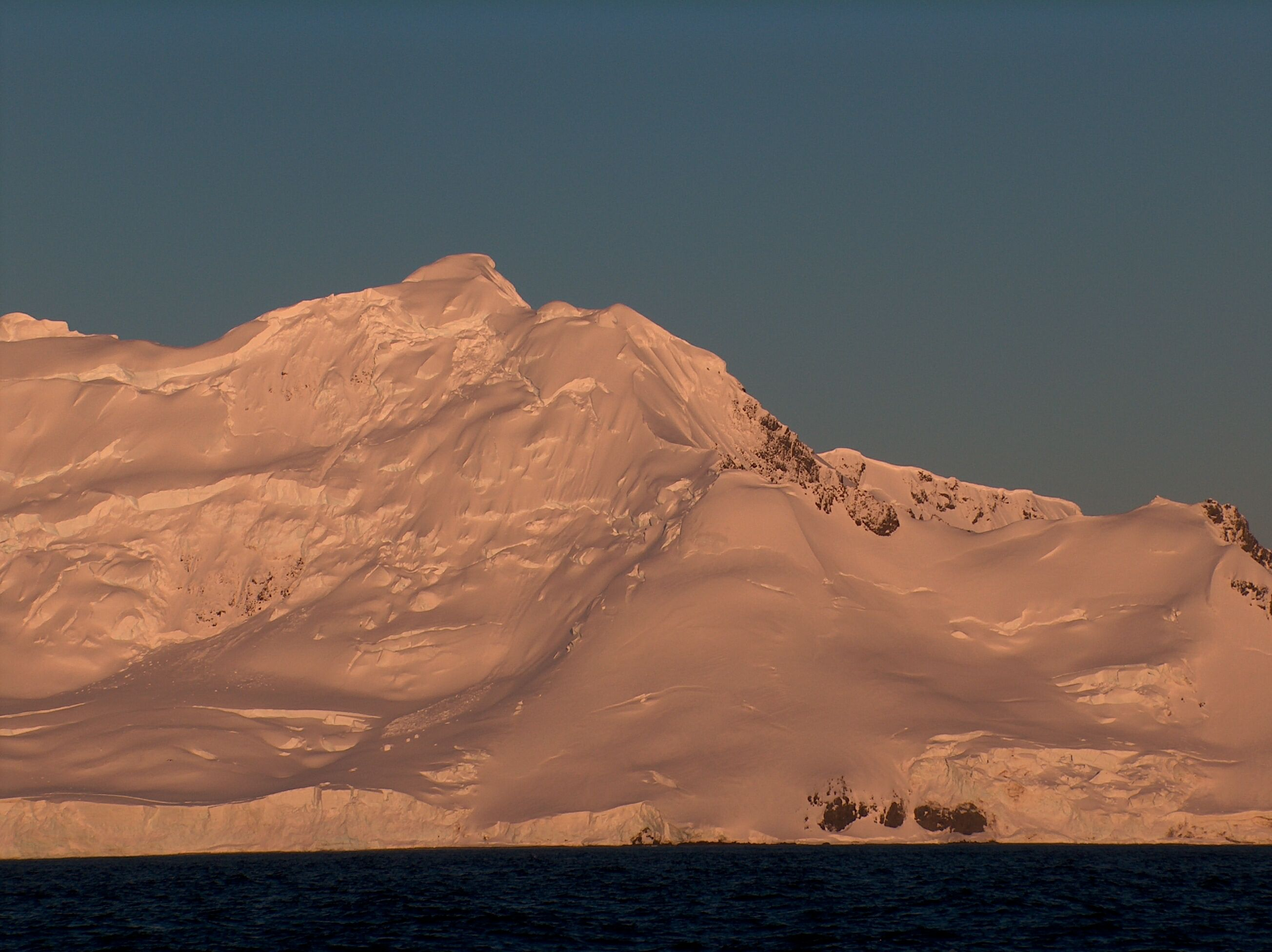
Pico Elena do estreito de Bransfield.

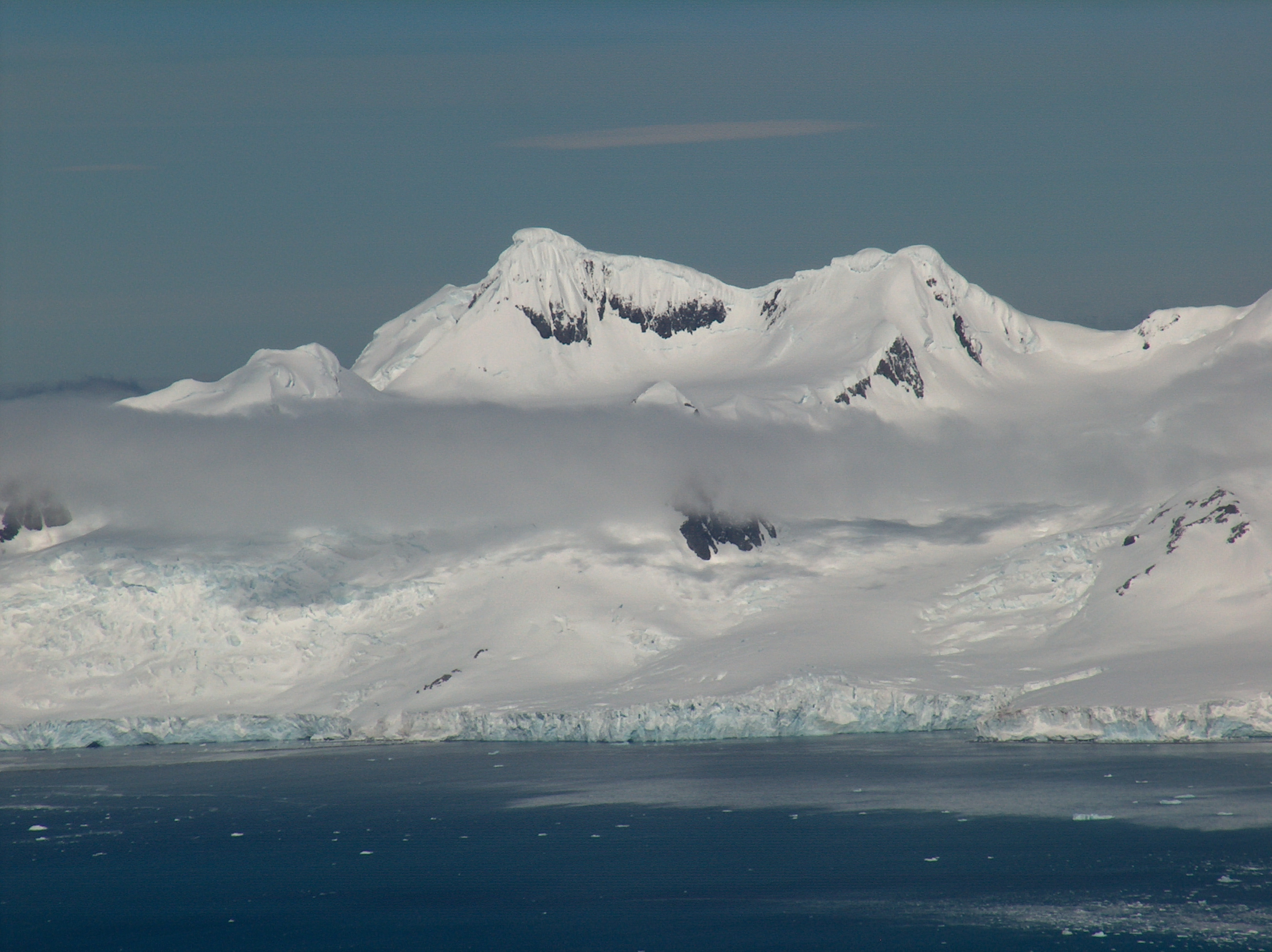
Pico Elena

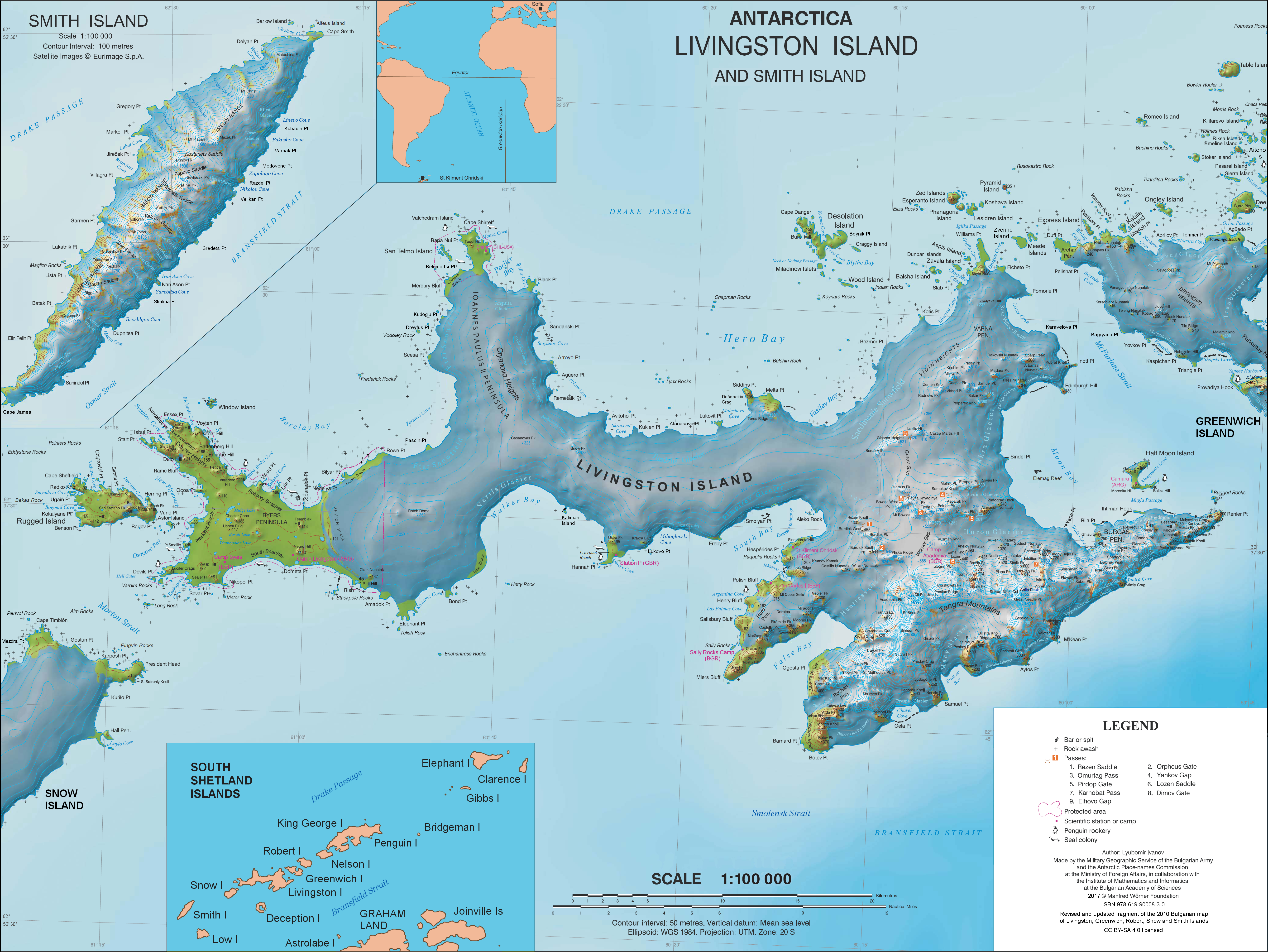
Mapa topográfico da ilha de Livinston.

Pico Elena (em búlgaro:  връх Елена) é um pico de 700 m em Delchev, nas Montanhas Tangra na Ilha Livinston, nas Ilhas Shetland do Sul . O pico supera Sopot Piedmont ao norte e Strandzha ao sul, e recebeu o nome da cidade búlgara de Elena .
As encostas leste de Elena Peak e o lado norte de Delchev em direção a Renier Point, juntamente com a parte adjacente de Sopot Piedmont, são um local popular para esqui e escalada no interior, com esquiadores desembarcados por barcos infláveis rígidos do Zodiac de navios de cruzeiro que visitam o Half da Área da ilha da lua .

## Localização
O pico está localizado a 62° 37′ 50,3″ S, 59° 53′ 41″ O   que é 2,29 km leste-nordeste do Pico Delchev e 5,13 km oeste-sudoeste de Renier Point .

## Elena Peak na cultura popular
A capa do álbum VA Under Heaven: Vinson Massif (2010) na verdade apresenta uma foto não do Vinson Massif, mas de Delchev Ridge, com Passagem Mugla e Pico Vaptsarov em primeiro plano e (da esquerda para a direita) Elena e Delchev  no fundo. Tanto a imagem quanto a identificação incorreta podem ter se originado na entrada 'Maciço de Vinson' do site da 'Seven Summits Quest'.

## Mapas
- Ilhas Chetland do Sul. Escala 1: 200000, mapa topográfico nº 3373. DOS 610 - W 62 58. Tolworth, Reino Unido, 1968.
- Ilhas Livingston e Decepción. Mapa topográfico em escala 1: 100000. Madri: Serviço Geográfico do Exército, 1991.
- S. Soccol, D. Gildea e J. Bath. Ilha de Livinston, Antártica. Escala 1: 100000 mapa de satélite. Fundação Omega, EUA, 2004.
- LL Ivanov et al., Antártica: Livingston Island e Greenwich Island, Ilhas Shetland do Sul (do Estreito Inglês ao Estreito de Morton, com ilustrações e distribuição de cobertura de gelo), mapa topográfico em escala 1: 100000, Comissão Antártica de Nomes de Lugares da Bulgária, Sofia, 2005
- LL Ivanov. Antártica: Ilhas Livingston e Greenwich, Robert, Snow e Smith. Escala 1: 120000 mapa topográfico. Troyan: Fundação Manfred Wörner, 2010. ISBN 978-954-92032-9-5    (Primeira edição de 2009. ISBN 978-954-92032-6-4 ISBN   978-954-92032-6-4 )
- Banco de dados digital antártico (ADD). Escala 1: 250000 mapa topográfico da Antártica. Comitê Científico de Pesquisa Antártica (SCAR), 1993–2016.